# Ignacio Gariglio
Ignacio Gariglio (Santa Rosa, 25 aprile 1998) è un calciatore argentino, difensore del Deportivo Garcilaso.

## Carriera
Cresciuto nel settore giovanile dell'Estudiantes (LP), nell'ottobre del 2020 viene prestato all'Arsenal Sarandí; debutta fra i professionisti il 5 dicembre in occasione dell'incontro di Copa Diego Armando Maradona vinto 1-0 contro il Racing Club.

## Statistiche

### Presenze e reti nei club
Statistiche aggiornate al 26 novembre 2021.
| Stagione        | Squadra         | Campionato      | Campionato | Campionato | Coppe nazionali | Coppe nazionali | Coppe nazionali | Coppe continentali | Coppe continentali | Coppe continentali | Altre coppe | Altre coppe | Altre coppe | Totale | Totale |
| Stagione        | Squadra         | Comp            | Pres       | Reti       | Comp            | Pres            | Reti            | Comp               | Pres               | Reti               | Comp        | Pres        | Reti        | Pres   | Reti   |
| --------------- | --------------- | --------------- | ---------- | ---------- | --------------- | --------------- | --------------- | ------------------ | ------------------ | ------------------ | ----------- | ----------- | ----------- | ------ | ------ |
| 2020            | Arsenal Sarandí |                 | -          | -          | CdL             | 3               | 0               |                    | -                  | -                  |             | -           | -           | 3      | 0      |
| 2021            | Arsenal Sarandí | PD              | 4          | 0          | CA+CdL          | 1+6             | 0               | CS                 | 2                  | 0                  |             | -           | -           | 13     | 0      |
| Totale carriera | Totale carriera | Totale carriera | 4          | 0          |                 | 10              | 0               |                    | 2                  | 0                  |             | -           | -           | 16     | 0      |